# Betty Holtrop-van Gelder
Elisabeth Philippine (Betty) Holtrop-van Gelder (Amsterdam, 16 december 1866 – Haarlem, 20 oktober 1962) was een Nederlandse actrice en schrijfster.
Betty werd geboren onder haar moeders naam Brouwenstijn, maar werd op 15 juni 1867 bij akte voor de notaris Hendrik Johan Bok junior als het kind van Beatrix Brouwenstijn en Philip Jacob van Gelder erkend. Betty van Gelder kreeg haar opleiding aan de toneelschool tussen 1882 en 1886 en debuteerde daarna bij Van Lier in het Grand Théâtre. Na korte engagementen bij Bigot, Blaaser en Kreukniet, speelde ze dertig jaar lang bij de K.V.H.N.T. In 1925 speelde ze haar laatste rol bij het Vereenigd Tooneel.
Ze trouwde op 28 april 1887 in Amsterdam met de acteur en regisseur Jan Holtrop (1862-1917).
Betty en Jan hadden vier kinderen, van wie Marie Holtrop ook een bekend actrice was. Zoon Marius Holtrop was van 1946 tot en met 1967 president van De Nederlandsche Bank.
Beiden zijn begraven op Begraafplaats Zorgvlied.

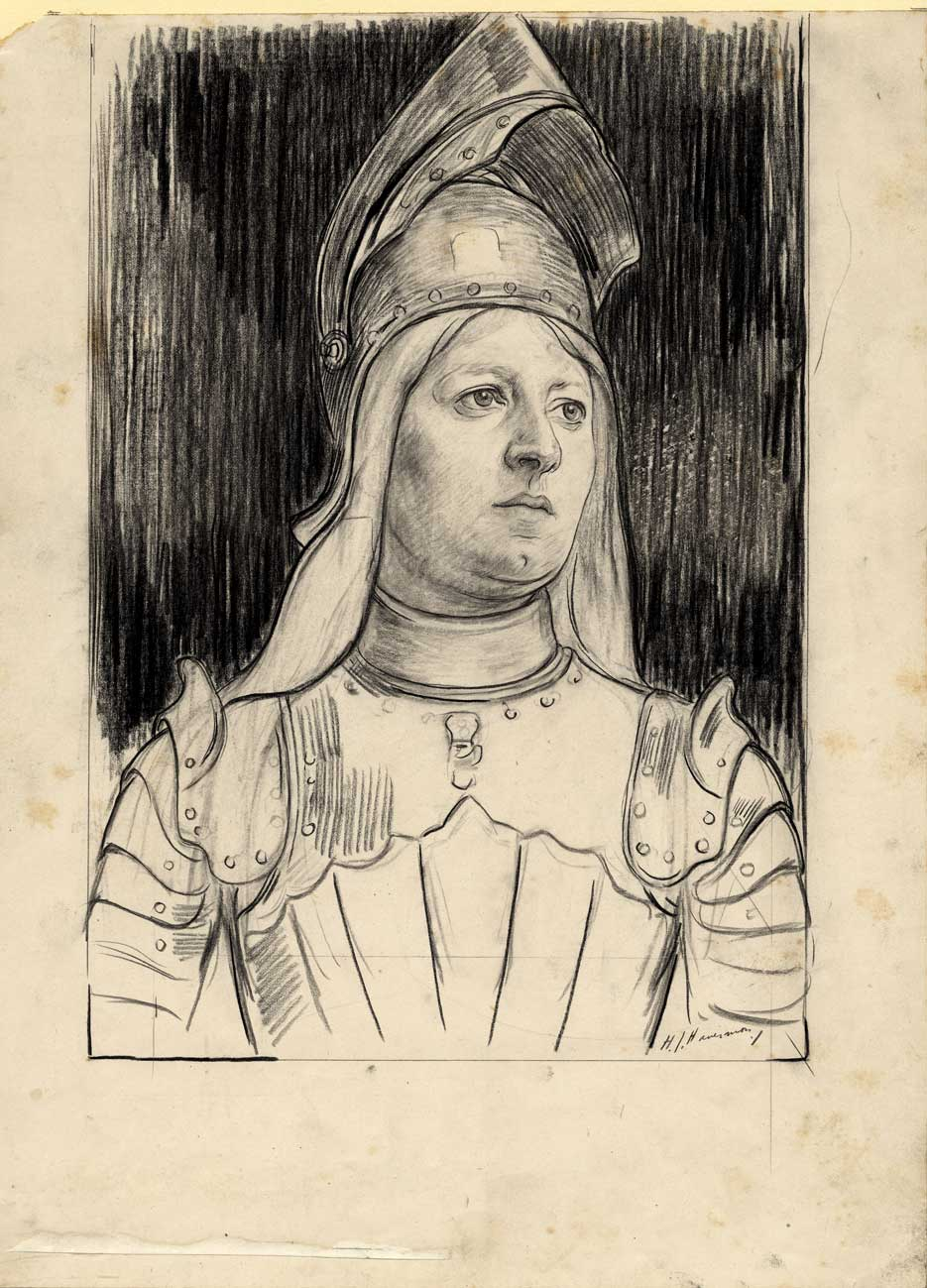
Holtrop-van Gelder als Jeanne d'Arc; getekend door H.J. Haverman, ca. 1900
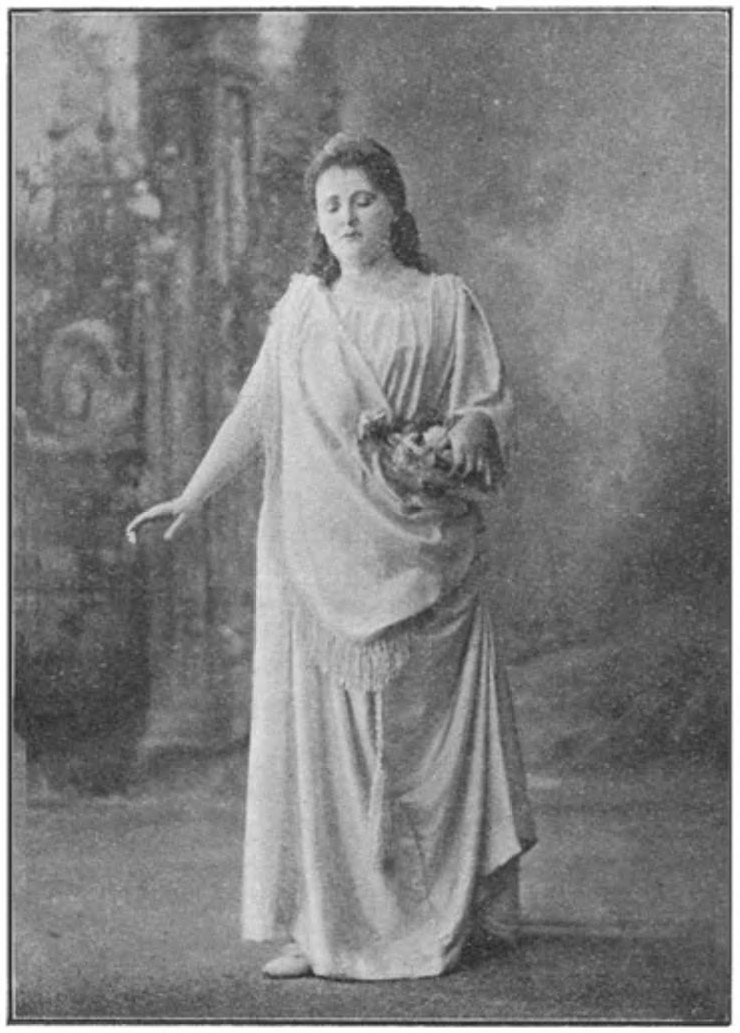
Holtrop-van Gelder als de Blinde in Jolanthe, ca. 1900
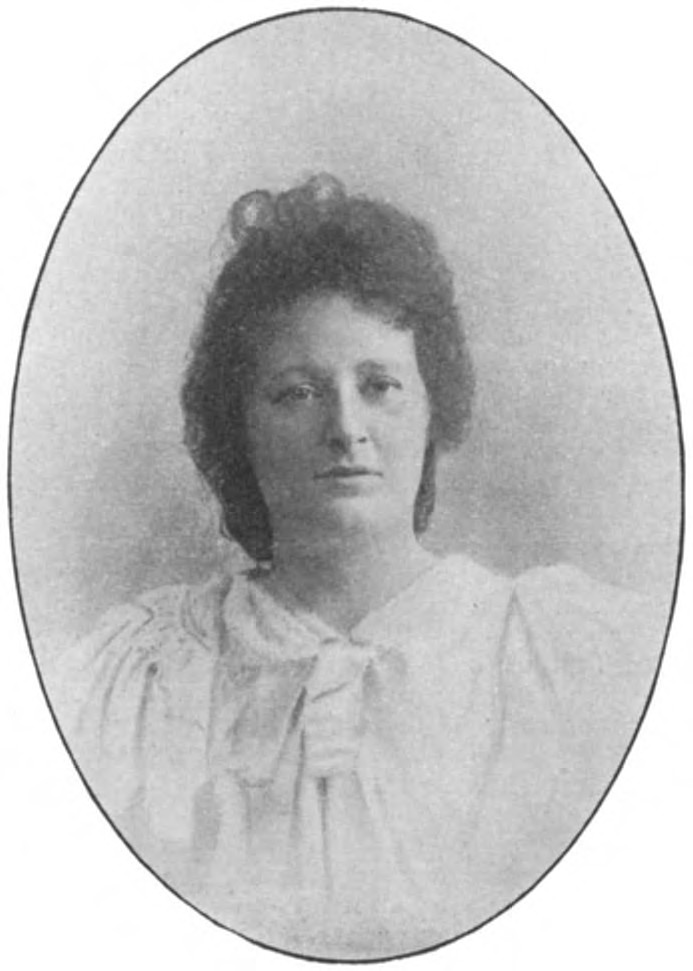
Holtrop-van Gelder, ca. 1900

- Biografisch Portaal: 80273007
- Digitale Bibliotheek voor de Nederlandse Letteren: holt013
- Gemeinsame Normdatei: 1353223825
- Virtual International Authority File: 289626039